# 女性の家HELP
女性の家HELP（じょせいのいえヘルプ、Asian womens' shelter, house in emergency of love and peace）は、日本キリスト教婦人矯風会の関連福祉施設、国籍・在留資格を問わない女性とその子供のためのシェルター（緊急一時保護施設）である。
女性の家HELPは、緊急避難を必要としている女性とその子供に一時避難所を提供する。まず食事と宿泊の場を提供し、その後入所している女性や子どもたちの状況に応じて相談に乗る。旅券（パスポート）や査証（ビザ）の滞在資格、離婚、アパート探しなどのサポートを行なっている。女性の家HELPへは基本的に福祉事務所を通して入所する。滞在期間は原則として2週間である。宿泊と食事は有料であるが、所持金が無い、日本の滞在資格が無いなどの事情がある場合には福祉事務所や女性の家HELPに相談を呼びかけている。なお緊急避難を必要とする理由には、暴力や売春強要などが多い。
また電話相談を行なっており、女性の国籍は問わず日本語と英語、タイ語、タガログ語（フィリピン）、中国語、スペイン語で相談が可能である（相談可能な言語は曜日によって異なる）。

## 歴史
女性の家HELPは、日本キリスト教婦人矯風会（日本基督教婦人矯風会）の創立100周年を機として、人身取引の被害に遭った外国人女性の保護を主な目的に1986年に設立された。1990年に第4回東京弁護士会人権賞を、2002年には社会や福祉に貢献し功績の著しい個人または団体に贈る朝日社会福祉賞を、「暴力などで人権を侵害された、外国籍を含む女性と子どもの避難所として活動した功績」としてそれぞれ受賞した。
しかしながら2016年4月以降、ディレクターを含め雇い止めや退職者が増加し、関係機関との調整や電話相談なども含め、2人態勢での勤務体制になる等の事態に陥っている。このような事態に際し、労働組合から経費削減を目的とした人員削減に対する反対意見が出され、2016年10月に東京地方労働委員会に不当労働行為の救済が申し立てられている。労働組合側を支援する女性ユニオンによれば、HELPのスタッフは全員が1年契約の非正規雇用となっている。